# Bijača
Bijača är ett samhälle i Bosnien och Hercegovina.   Det ligger i entiteten Federationen Bosnien och Hercegovina, i den södra delen av landet, 100 kilometer sydväst om huvudstaden Sarajevo. Bijača ligger 91 meter över havet och antalet invånare är 178.
Terrängen runt Bijača är kuperad åt sydost, men åt nordväst är den platt.Närmaste större samhälle är Ljubuški, 7,2 kilometer norr om Bijača. 
Runt Bijača är det ganska tätbefolkat, med 129 invånare per kvadratkilometer.